# Kylemore
Kylemore is een dorp met 4300 inwoners, in de Zuid-Afrikaanse provincie West-Kaap. Kylemore behoort tot de gemeente Stellenbosch dat onderdeel van het district Kaapse Wynland is.

## Subplaatsen
Het nationaal instituut voor de statistiek, Stats SA, deelt sinds de census 2011 deze hoofdplaats in in zogenaamde subplaatsen (sub place), c.q. slechts één subplaats:
Kylermore SP.